# Premiera (album)
Premiera – dwudziesty dziewiąty album studyjny polskiego zespołu Voo Voo, wydany 28 października 2022 roku przez wytwórnię Agora Muzyka (Agora SA).

## Produkcja
Wojciech Waglewski wypowiedział się następująco o procesie powstawania materiału: Spotkania zespołu w studiu były bardzo intensywne. Nagrania trwały krótko po to by nie uronić nic z energii, którą mamy nadzieję przenieść na scenę za niebawem. Większość materiału została zarejestrowana za pierwszym podejściem podczas studyjnej improwizacji. Lider Voo Voo był bardzo zadowolony ze współpracy z pianistką Hanią Rani: jest chyba pierwszą osobą, z jaką w życiu grałem, która nie miała żadnych kłopotów z ogarnięciem formy naszych piosenek. O samym materiale W. Waglewski wypowiedział się w imieniu grupy słowami: Nasza płyta nie jest nowatorska i jestem z tego dumny. Michał Bryndal podczas nagrań korzystał perkusji Ludwig Chrome Over Wood, która wcześniej służyła Piotrowi „Stopie” Żyżelewiczowi.

## Wydanie

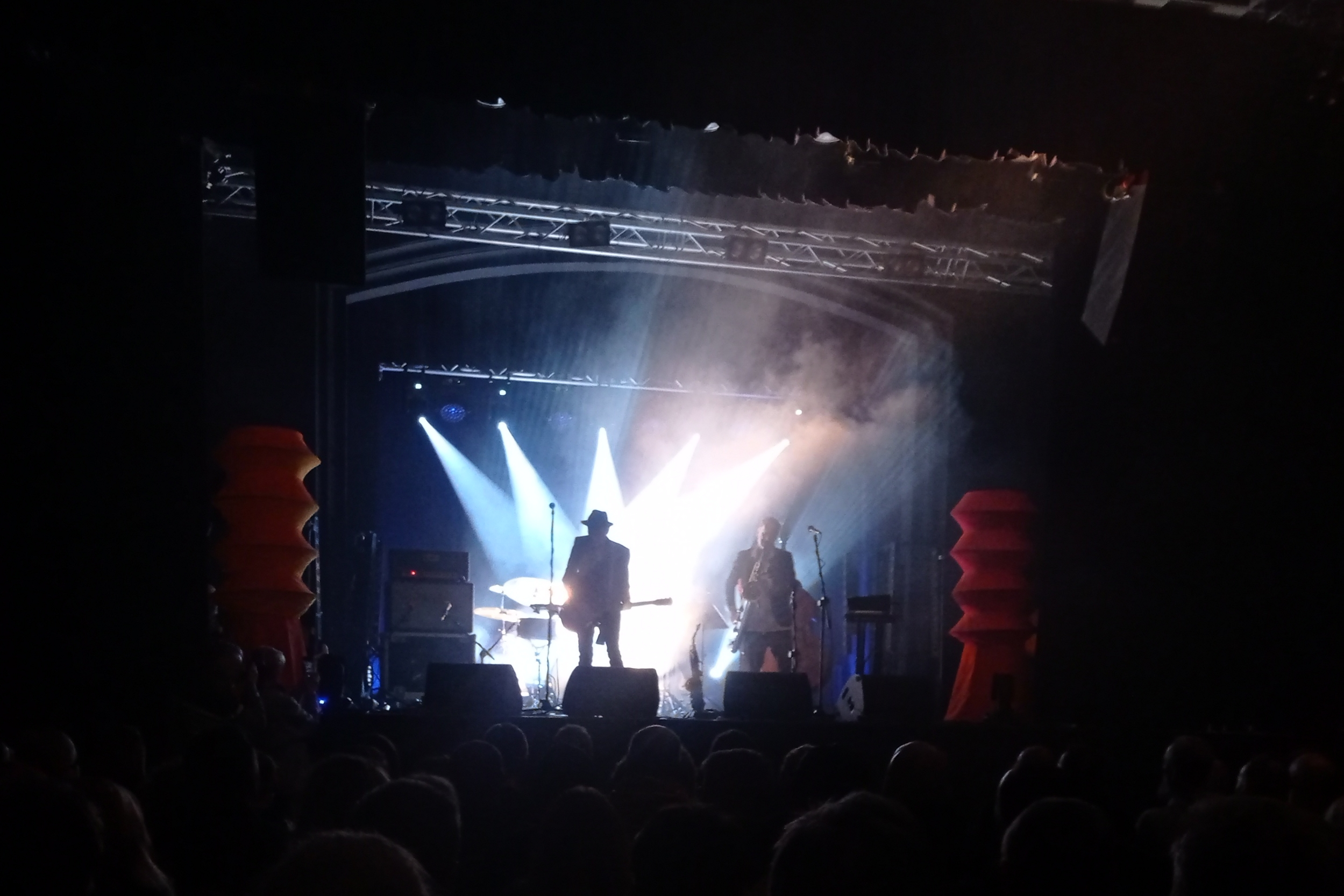
Koncert Voo Voo w Siemianowicach Śląskich (marzec 2024)

Album ukazał się po 3 latach od poprzedniego studyjnego krążka grupy. Przedsprzedaż prowadzono od października 2022 roku. Płyta została wydana w formie digipaku, trafiła do regularnej sprzedaży 28 października 2022 roku, jej wydawcą i dystrybutorem była Agora SA. Digipak zamykają dwie plastikowe opaski, w wersji limitowanej użyto ręcznie szytych opasek, które zaprojektował Jarosław Koziara. Wersja limitowana była sprzedawana na koncertach oraz na stronie ART2 Music Shop, a do 15 grudnia 2022 roku można było zamówić wersję limitowaną z autografami członków zespołu. 
Album promowała trasa koncertowa początkowo obliczona na 12 występów w mniejszych salach w kilkunastu miastach w Polsce. Koncertowa prapremiera materiału z płyty odbyła się 20 listopada 2022 roku w Starej Cegielni Radzymin w Radzyminie. W dzień premiery albumu odbył się koncert zespołu w klubie Zmiana Klimatu w Białymstoku. Koncerty promujące album odbywały się także w 2023 roku (m.in. w „Stodole”) i trwały co najmniej do maja 2024 roku.  
Album ukazał się także 21 kwietnia 2023 roku na winylu w wersji dwupłytowej, którą wydała Agora Muzyka. Winylowej premierze towarzyszyło w tenże dzień spotkanie z Wojciechem Waglewskim w jego 70. urodziny w klubie Jassmine w Warszawie, który prowadziła Anna Gacek oraz koncert zespołu w tymże klubie, którego gośćmi specjalnymi były: Kasai, Dorota Miśkiewicz i Masha Natanson.

### Single
15 stycznia 2022 roku ART2 Music opublikował singiel Łajba. Ukazały się także single: Beztrosko i Bez saxu. Premierę promowały teledyski do utworów Beztrosko i Bezruch, opublikowane w serwisie YouTube.

## Lista utworów
| Wersja CD | Wersja CD                      | Wersja CD |
| Nr        | Tytuł                          | Długość   |
| --------- | ------------------------------ | --------- |
| 1.        | Ochota                         | 5:28      |
| 2.        | Leżozwierz                     | 4:10      |
| 3.        | Ulicy okno                     | 5:45      |
| 4.        | Się porobiło                   | 4:50      |
| 5.        | Łajba                          | 3:54      |
| 6.        | Beskidy                        | 6:04      |
| 7.        | Bez saxu                       | 6:54      |
| 8.        | Bez sensu                      | 6:03      |
| 9.        | Bez nerw                       | 4:26      |
| 10.       | Beztrosko                      | 4:13      |
| 11.       | Bezruch (gościnnie Hania Rani) | 4:52      |

Łączny czas: 56:45

## Twórcy
- Wojciech Waglewski – głos, gitara[2]
- Mateusz Pospieszalski – głos, saksofony altowy i barytonowy, klarnet basowy, fortepian[2]
- Karim Martusewicz – gitara basowa, kontrabas[2]
- Michał Bryndal – perkusja, instrumenty perkusyjne[2]
- Hania Rani – głos, pianino (1, 11)[2]
- Masha Natanson – głos (5)[2]
- Piotr Chołody – stylophone, tanpura, perkusjonalia (2,4,8,10)[2]

## Odbiór
| audio.com.pl        | [ 29 ]    |
| „Zatopiony w ciszy” | [ 30 ]    |
| Bartek Chaciński    | pozytywna |
| Janusz Bittmar      | pozytywna |

Maciej Majewski określił styl płyty jako rockowy z elementami jazzu. „Magazyn Perkusista” określił również płytę jako rockową, docenił grę Michała Bryndala na perkusji, a album uznał za swobodny, lekki, bez łoskotu, bliski w odbiorze. Przychylną recenzję albumu napisał m.in. Dariusz Dusza, w której docenił saksofonowe popisy Mateusza Pospieszalskiego, a całość uznał za bez słabych punktów. Bartek Chaciński docenił brzmienie gitarowe oraz warstwę tekstową płyty. Janusz Bittmar uznał płytę za „znakomitą” i odbiegającą od innych świetnych dokonań zespołu.